# Zavezništvo konservativcev in reformistov v Evropi
Zavezništvo konzervativcev in reformistov v Evropi (ACRE) je konzervativna in evroskeptična evropska politična stranka.

## Članice
| Država         | Stranka | Politična skupina | Politična skupina | Evroposlanci |
| -------------- | --- | ----------------- | ----------------- | ------------ |
| Bolgarija      | VMRO – Bolgarsko nacionalno gibanje ВМРО – Българско Национално Движение                                              |                   | Nobena            | 0 / 17       |
| Češka          | Demokratska državljanska stranka Občanská demokratická strana (ODS)                                                   |                   | ECR               | 3 / 21       |
| Hrvaška        | Hrvaški suverenisti Hrvatski suverenisti (HS)                                                                         |                   | ECR               | 0 / 12       |
| Italija        | Bratje Italije Fratelli d'Italia (FdI)                                                                                |                   | ECR               | 24 / 76      |
| Latvija        | Nacionalno zavezništvo Nacionālā apvienība (NA)                                                                       |                   | ECR               | 2 / 8        |
| Litva          | Volilna akcija Poljakov v Litvi – Zveza krščanskih družin Lietuvos lenkų rinkimų akcija – Krikščioniškų šeimų sąjunga |                   | ECR               | 1 / 11       |
| Luksemburg     | Alternativna demokratska reformistična stranka Alternativ Demokratesch Reformpartei (ADR)                             |                   | Nobena            | 1 / 6        |
| Nemčija        | Mi, državljani Wir Bürger (WB)                                                                                        |                   | Nobena            | 0 / 96       |
| Poljska        | Zakon in pravičnost Prawo i Sprawiedliwość (PiS)                                                                      |                   | ECR               | 18 / 53      |
| Romunija       | Desna alternativa Alternativa Dreaptă (AD)                                                                            |                   | Nobena            | 0 / 33       |
| Slovaška       | Svoboda in solidarnost Sloboda a Solidarita (SaS)                                                                     |                   | ECR               | 0 / 15       |
| Švedska        | Švedski demokrati Sverigedemokraterna (SD)                                                                            |                   | ECR               | 3 / 21       |
| Evropska unija | Skupaj | Skupaj            | Skupaj            | 52 / 720     |

## Zastopanost v institucijah Evropske unije
| Organizacija           | Institucija                                       | Zastopanost     |
| ---------------------- | ------------------------------------------------- | --------------- |
| Evropska unija         | Evropski parlament                                | 70 / 720 (10%)  |
| Evropska unija         | Evropska komisija                                 | 1 / 27 (4%)     |
| Evropska unija         | Evropski svet (Heads of Government)               | 2 / 27 (7%)     |
| Evropska unija         | Svet Evropske unije (Participation in Government) |                 |
| Evropska unija         | Evropski odbor regij                              | 26 / 329 (8%)   |
| Svet Evrope (kot del ) | Parlamentarna skupščina                           | 101 / 612 (17%) |